# Ligny-Saint-Flochel
Ligny-Saint-Flochel és un municipi francès situat al departament del Pas de Calais i a la regió dels Alts de França. L'any 2007 tenia 232 habitants.

## Demografia

### Població
El 2007 la població de fet de Ligny-Saint-Flochel era de 232 persones. Hi havia 84 famílies de les quals 24 eren unipersonals (8 homes vivint sols i 16 dones vivint soles), 20 parelles sense fills, 28 parelles amb fills i 12 famílies monoparentals amb fills.
La població ha evolucionat segons el següent gràfic:
Habitants censats

### Habitatges
El 2007 hi havia 96 habitatges, 88 eren l'habitatge principal de la família, 5 eren segones residències i 4 estaven desocupats. 94 eren cases i 2 eren apartaments. Dels 88 habitatges principals, 68 estaven ocupats pels seus propietaris, 18 estaven llogats i ocupats pels llogaters i 2 estaven cedits a títol gratuït; 5 tenien tres cambres, 16 en tenien quatre i 67 en tenien cinc o més. 78 habitatges disposaven pel capbaix d'una plaça de pàrquing. A 34 habitatges hi havia un automòbil i a 42 n'hi havia dos o més.

### Piràmide de població
La piràmide de població per edats i sexe el 2009 era:
| Homes | Edats   | Dones |
| ----- | ------- | ----- |
| 0     | 95 o +  | 0     |
| 0     | 90 a 94 | 0     |
| 0     | 85 a 89 | 4     |
| 0     | 80 a 84 | 8     |
| 8     | 75 a 79 | 8     |
| 0     | 70 a 74 | 4     |
| 4     | 65 a 69 | 4     |
| 12    | 60 a 64 | 0     |
| 8     | 55 a 59 | 8     |
| 8     | 50 a 54 | 4     |
| 8     | 45 a 49 | 12    |
| 12    | 40 a 44 | 4     |
| 0     | 35 a 39 | 12    |
| 8     | 30 a 34 | 0     |
| 12    | 25 a 29 | 4     |
| 4     | 20 a 24 | 4     |
| 4     | 15 a 19 | 0     |
| 12    | 10 a 14 | 16    |
| 4     | 5 a 9   | 4     |
| 4     | 0 a 4   | 4     |

## Economia
El 2007 la població en edat de treballar era de 156 persones, 112 eren actives i 44 eren inactives. De les 112 persones actives 101 estaven ocupades (61 homes i 40 dones) i 11 estaven aturades (3 homes i 8 dones). De les 44 persones inactives 12 estaven jubilades, 11 estaven estudiant i 21 estaven classificades com a «altres inactius».

### Ingressos
El 2009 a Ligny-Saint-Flochel hi havia 90 unitats fiscals que integraven 245 persones, la mediana anual d'ingressos fiscals per persona era de 16.963 €.

### Activitats econòmiques
Dels 7 establiments que hi havia el 2007, 1 era d'una empresa extractiva, 1 d'una empresa de fabricació d'altres productes industrials, 2 d'empreses de construcció, 2 d'empreses de comerç i reparació d'automòbils i 1 d'una empresa immobiliària.
Dels 3 establiments de servei als particulars que hi havia el 2009, 1 era un taller de reparació d'automòbils i de material agrícola, 1 guixaire pintor i 1 fusteria.
L'únic establiment comercial que hi havia el 2009 era una carnisseria.
L'any 2000 a Ligny-Saint-Flochel hi havia 4 explotacions agrícoles.

## Equipaments sanitaris i escolars
El 2009 hi havia una escola elemental integrada dins d'un grup escolar amb les comunes properes formant una escola dispersa.

## Poblacions més properes
El següent diagrama mostra les poblacions més properes.